# Ludwig Reuling
Ludwig Christian Karl Reuling (* 17. Februar 1844 in Worms als Ludwig Carl Reuling; † 2. September 1898 in Mannheim) war ein deutscher Industrieller.

## Leben
Reuling war ein Sohn des aus Darmstadt stammenden Chemikers Wilhelm Reuling (1806–1894) und der Louise geb. Küster (1805–1890) aus Groß-Umstadt. Er studierte am Polytechnikum Zürich Ingenieurwissenschaften und wurde im Corps Rhenania aktiv.
Ludwig Reuling siedelte sich 1866 in Mannheim an und gründete 1868, mit seinem Bruder Eduard, die Firma Gebr. Reuling, Maschinen- und Armaturenfabrik, Eisen- und Metall-Gießerei.
Die von der Firma betriebene Fabrik umfasste mehrere Kupolöfen für Gussstücke bis zu 10 Tonnen Gewicht, eine Metallgießerei, eine Modellschreinerei, eine Armaturenfabrik bis 2000 mm Nennweite und einen Apparatebau. Zum Fertigungsportfolio gehörten unter anderem Hähne und Ventile für chemische Zwecke, homogen verbleite Gefäße und Schlangen, die in dieser Epoche besondere Bedeutung in der Schwefelsäureherstellung hatten, und komplette Hochdruckdampfleitungssysteme, aber auch zum Beispiel Grubenlampen.
1905 lieferte Gebr. Reuling alle Rohrleitungen für die Weltausstellung in Lüttich. Die Firma bestand bis 1939 fort.
Ludwig Reuling war Mitglied der Nationalliberalen Partei und von 1887 bis zu seinem Tod Stadtrat in Mannheim.
Er war mit Karoline, geborene Klingelhöffer, aus Darmstadt verheiratet. Das Ehepaar hatte drei Töchter und einen Sohn.